# Мичник, Зинаида Осиповна
Зинаи́да О́сиповна Ми́чник (урождённая Злата Иосифовна Эфрус(с)и, или Ефруси, нем. Charlotte Mitchnik-Ephrussi; 10 (23) июня 1878, Кишинёв, Бессарабская губерния — 10 сентября или 29 октября 1942, Минеральные Воды) — российский и советский педиатр, организатор здравоохранения, доктор медицинских наук (1935). Доцент кафедры социальной гигиены женщины и ребёнка Ленинградского государственного педиатрического медицинского института.
Основатель системы женских консультаций и патронажа новорождённых. Убита нацистами вместе с группой детей в ходе Холокоста.

## Биография
Родилась в 1878 году в Кишинёве в семье банкира, купца первой гильдии Иосифа Исааковича Эфруси (Арн-Йосеф Ицикович Ефруси, родом из Белой Церкви) и его жены Ривки (Ревекки) Абрамовны Бланк, заключивших брак там же в 1856 году. Отец вместе со своим шурином владел банковской конторой в Кишинёве, а также фирмой по экспорту зерна, располагавшейся в Одессе на пересечении Почтовой и Елизаветинской улиц. В 1902—1904 годах проходила обучение на медицинском факультете Цюрихского университета. Окончила медицинский факультет Берлинского университета в 1907 году. 10 мая 1907 года защитила там же диссертацию доктора медицины по теме «К вопросу некроза маточной миомы».
С 1912 года работала в Петербурге, где на Васильевском острове (23 Линия, дом 6) при 15-м городском попечительстве организовала первую амбулаторию для грудных детей с рождения до 2-х лет «Помощь матерям». Позже заведовала консультациями для грудных детей при 15-м и 17-м городских попечительствах. В 1915 году З. О. Мичник разработала методику санитарно-просветительного патронажа, принятую впоследствии во всех детских консультациях.
В 1915 году З. О. Мичник стала председателем 4-го петроградского комитета учреждённого императором Николаем II Всероссийского попечительства об охране материнства и младенчества. В 1917 году организовала первую в России консультацию для беременных.
В 1918—1920 годах З. О. Мичник состояла членом Отдела охраны матерей и младенчества при Комиссариате социального обеспечения Союза коммун северной области. Этот отдел оказался правопреемником петроградского комитета императорского Всероссийского попечительства об охране материнства и младенчества. В 1919 году З. О. Мичник организовала юридическую консультацию по вопросам охраны материнства и младенчества, а в 1920 году, вместе с А. Н. Антоновым и профессором В. О. Мочаном стала одним из учредителей Петроградского научного общества охраны материнства и младенчества. Просуществовало оно недолго и в 1931 году слилось с Ленинградским обществом детских врачей, однако в рамках именно этого общества была разработана концепция создания в Ленинграде научно-практического института Охраны материнства и младенчества. Все эти годы Зинаида Осиповна не прекращала своей практической деятельности, возглавляя расположенный на 4-й Линии В. О. Василеостровский пункт охраны Материнства и младенчества.

### Институт охраны материнства и младенчества
Первым, используя, в том числе, наработки З. О. Мичник и А. Н. Антонова, научный институт Охраны Материнства и младенчества в 1922 году был открыт в Москве. Больших хлопот стоило Зинаиде Осиповне, чтобы в 1924 году власти, наконец, приняли решение об открытии подобного учреждения в Ленинграде.

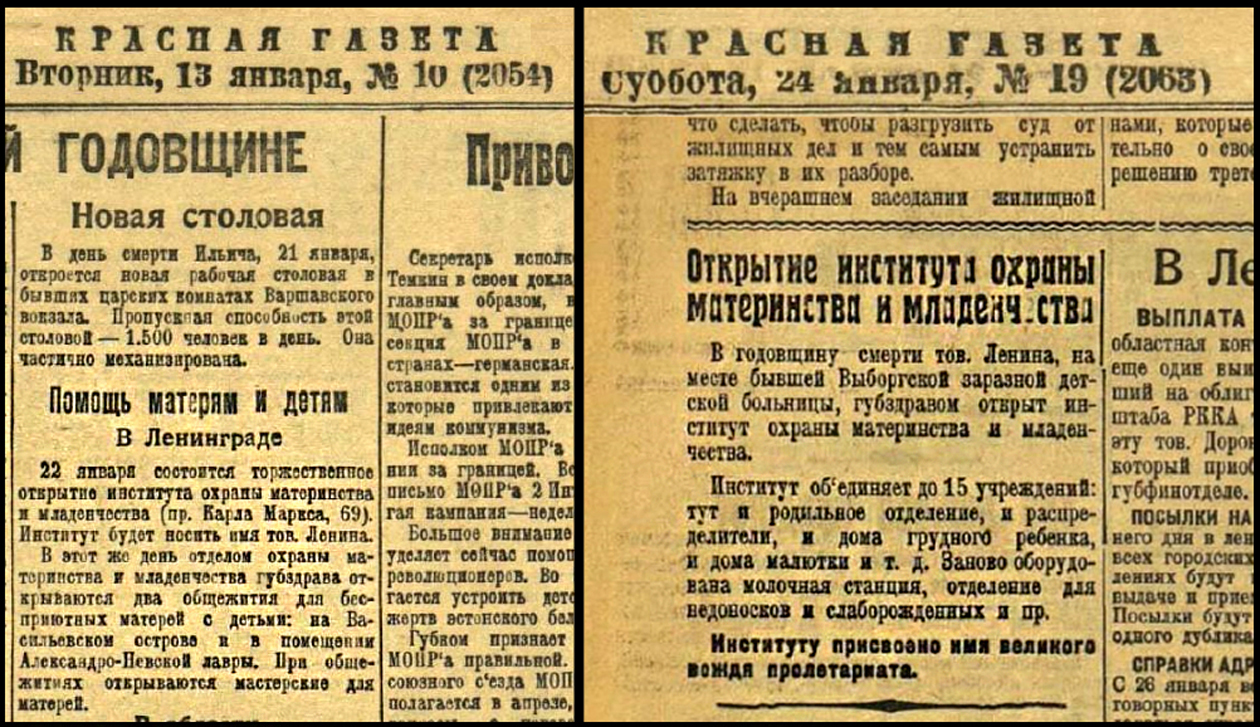
Вырезки из «Красной газеты» за январь 1925 года с информацией об открытии института Охраны материнства и младенчества им. В. И. Ленина

В дни, когда страна отмечала годовщину смерти Владимира Ильича Ленина, 22 января 1925 года Ленинградский НПИ Охраны материнства и младенчества им В. И. Ленина («МатМлад») был торжественно открыт на территории детской Выборгской заразной больницы (бывшая Городская детская больница «В память священного коронования Их Императорских Величеств»).
Первым директором института, правда всего на 3 месяца, был временно назначен известный петербургский профессор В. О. Мочан. В апреле 1925 года и на долгие 24 года эту должность заняла прибывшая из аппарата Н. А. Семашко профессор Ю. А. Менделева. Одновременно Ю. А. Менделева возглавила кафедру социальной гигиены женщины и ребёнка, где З. О. Мичник стала сначала ассистентом, а с 1929 года — доцентом. Вся дальнейшая деятельность Зинаиды Осиповны была неразрывно связана с институтом и кафедрой.

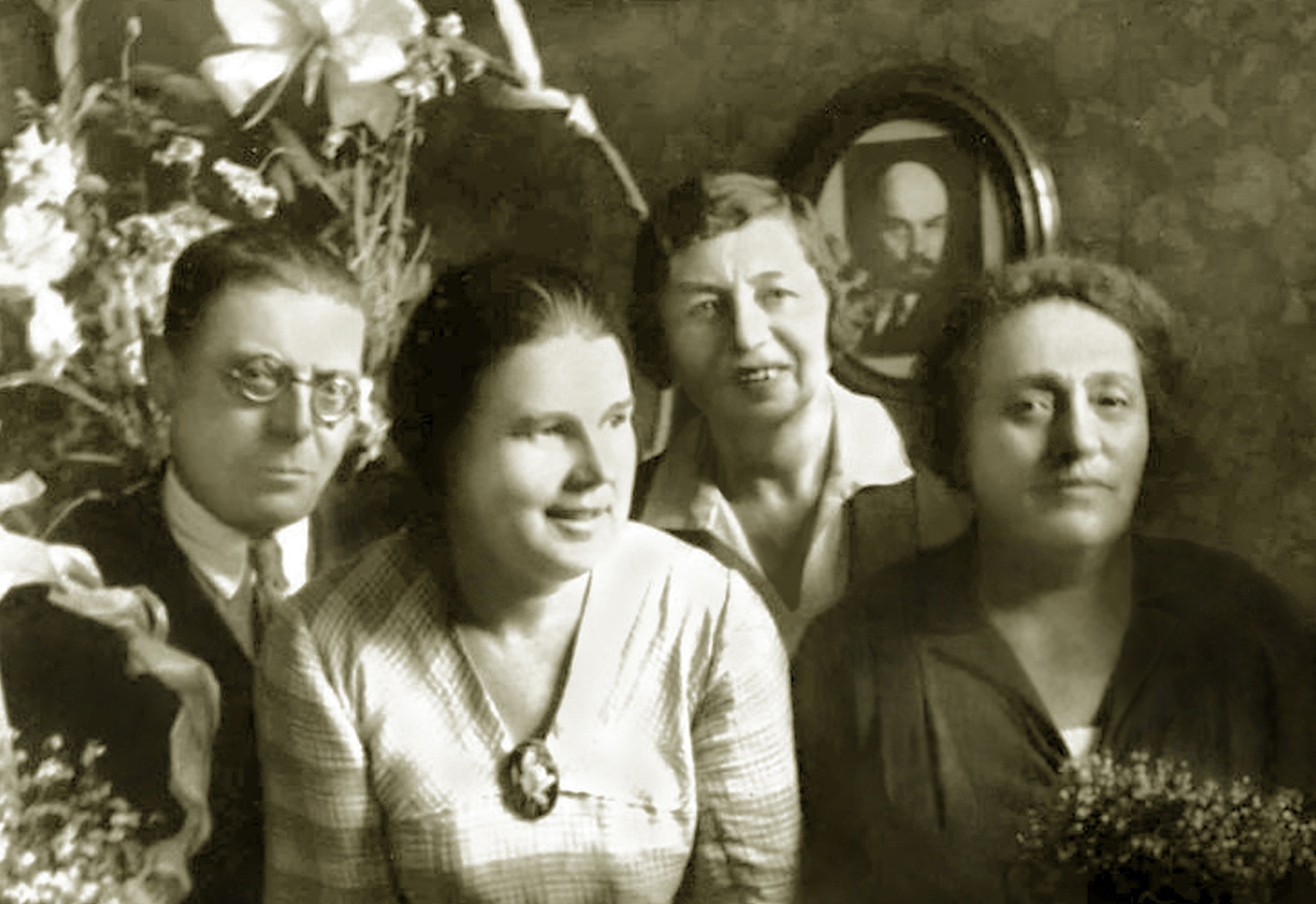
Директор НПИ ОММ профессор Ю. А. Менделева (крайняя справа) с единомышленниками: заместитель директора института Д. С. Тумаркин, профессор П. О. Эфрусси и доцент З. О. Мичник.

Главной её задачей стало научное руководство деятельностью детской консультации. В 1935 году совместно с М. Я. Слуцким Зинаида Осиповна разработала «Метод положения и инструкции по работе учреждений охраны материнства и младенчества Ленинграда», занималась санитарно-просветительной работой (создала школу матерей, организовывала выставки, посвящённые гигиене матери и ребёнка). Зинаида Осиповна (совместно с А. Н. Антоновым) стала автором иллюстрированного руководства «Мать и ребёнок», которое выдержало четыре переиздания (1925—1937), автор работ по грудному и искусственному вскармливанию. Одной из немногих, З. О. Мичник была сторонницей прагматического подхода к искусственному прерыванию беременности и отдельных евгенических принципов.
В 1935 году институт «МатМлад» был преобразован в учебный и получил название Ленинградский педиатрический медицинский институт. С этого момента началась педагогическая деятельность Зинаиды Осиповна. На своей кафедре социальной гигиены женщины и ребёнка будущим педиатрам она преподавала основы организации охраны материнства и младенчества в СССР.
С началом Великой Отечественной войны З. О. Мичник осталась в осаждённом Ленинграде. Вопросы организации медицинской помощи матерям и младенцам в условиях блокады стали главной задачей Зинаиды Осиповны в первую — самую тяжёлую блокадную зиму. Впервые именно в это время на кафедре при её активном участии была разработана концепция «единого педиатра».

### Жертва Холокоста
В начале 1942 года было принято решение по созданию на базе 1-го Ленинградского медицинского института филиала для подготовки врачей в Кисловодске. Для организации кафедры педиатрии в состав сотрудников, направляемых в Кисловодск, были включены отдельные преподаватели ЛПМИ, в том числе профессор М. Г. Данилевич, профессор В. Л. Стырикович, профессор В. М. Карасик и доцент З. О. Мичник.
По воспоминаниям Марии Эстриной, эвакуация по льду Ладожского озера началась 8 апреля. З. О Мичник выехала вместе со своей старшей сестрой — психологом П. О. Эфрусси. В Кисловодск прибыли в теплушках почти через месяц — 2 мая 1942 года. По свидетельству другой участницы тех событий, Варвары Цвиленевой, институт успел начать работу, но в первых числах августа 1942 года в город вошли немецкие войска. Часть сотрудников и преподавателей успела покинуть Кисловодск и пешим порядком направилась в Тбилиси, но многие остались. В эти дни вместе с сестрой З. О. Мичник оказалась в Ессентуках. О том, что произошло дальше, свидетельствует Илья Эренбург:

«9 сентября все евреи Ессентуков были собраны в помещении бывшей школы. Некоторые пытались кончить самоубийством, подозревая ловушку. Так, повесился доцент Ленинградского университета Герцберг. Пытались покончить с собой профессор Ленинградского института педиатрии (прим.: института по изучению мозга) Ефруси и доцент Мичник. Немцы их спасли, чтобы казнить вместе с другими. Ночь обречённые провели в школе. Плакали дети. Часовые ругались и пели песни. В 6 часов утра 10 сентября евреев посадили на грузовики и повезли к городу Минеральные Воды. Вещи тут же были розданы полицейским. В одном километре от Минеральных Вод находится стекольный завод. Возле него был противотанковый ров. Туда привезли евреев из Ессентуков. Мазали губы детей ядовитой жидкостью. Взрослым приказали раздеться: немцы складывали на грузовики одежду и обувь. Пытавшихся убежать расстреливали. Потом начали партиями загонять в ров и убивать».— 

## Семья
- Брат — Борис Осипович (Бенцион Иоселевич) Эфруси (1865—1897), русский экономист, публицист и журналист.
- Сёстры — Полина Осиповна Эфрусси (1876—1942), советский психолог и педагог, доктор философских наук, профессор ленинградского Института по изучению мозга и психической деятельности; Гитла Иосифовна Эфрусси (1883—1942), жертва блокады Ленинграда[31]; Софья Осиповна (Сура Иосифовна) Эфруси (в замужестве Лазаркевич; 1874—1957), член Боевой организации партии эсеров (1907—1911)[32][33][34] (подвергалась арестам), преподаватель арифметики в Кишинёвском женском еврейском профессиональном училище Еврейского колонизационного общества, жена журналиста, химика и члена партии эсеров Никифора Александровича Лазаркевича (партийный псевдоним «Фор»; 1877—1971), с которым эмигрировала во Францию и в США в 1908 году.
- Племянник — Яков Исаакович Эфрусси (Эфруси[35][36], сын брата — доктора медицины Исаака Арон-Иосифовича Эфруси (1859—?), врача-физиотерапевта, заведующего Цандеровским механолечебным институтом в Одессе), инженер-изобретатель в области радиотехники и телевидения, автор воспоминаний о годах, проведённых в ГУЛАГе. Племянник (сын брата, московского химика и индустриалиста Самуила Осиповича Эфрусси) — французский генетик и молекулярный биолог Борис Самойлович Эфрусси[37]; племянница — музыкальный педагог Елена Самойловна Эфрусси.
- Племянницы (дочери сестры Бейлы (Бетти) Иосифовны Закс, 1867—1931) — Анна Борисовна Закс, историк-музеевед, и Сарра Борисовна Закс (1898—1981), филолог и педагог-методист.
- Двоюродные братья (со стороны матери) — писатель и журналист Юлий (Йоел) Аронович Клигман, в советское время публиковавшийся под псевдонимом «Юрий Калугин»; химик, общественный деятель и публицист Рувим Маркович Бланк. Двоюродная сестра (и жена брата) — историк Ева Марковна Эфруси.
- Была замужем за Ароном Израилевичем Мичником (1878—?) — сыном кишинёвского купца первой гильдии, банкира и мецената Израиля Лазаревича Мичника и его жены Фейги Абрамовны Мичник[38]. А. И. Мичник учился в Новороссийском университете (исключён по политическим мотивам), затем до 1906 года на медицинском факультете Цюрихского университета, и вместе с женой для дальнейшей учёбы переехал в Берлин[39]. Сын младшей из сестёр мужа, Рахили (1889—?), врач Юрий Соломонович Лившиц (30 сентября 1917 — 18 февраля 1944), выпускник Брюссельского университета (1940), принимал участие в антифашистском подполье в Брюсселе и стал одним из организаторов успешного нападения на эшелон депортируемых в Освенцим евреев[40]. Он был арестован вместе с братом Александром (1911 — 10 февраля 1944) 26 июня 1943 года и оба были казнены оккупантами в феврале 1944 года[41].

## Адреса в Кишинёве и Петербурге
В Кишинёве жила на улице Гостинной, 116.
Приехав в Петербург, З. О. Мичник вначале проживала по адресу Средний пр. В. О., д. 48, но вскоре переехала на 1-ю Линию, д. 12—14. После революции Зинаида Осиповна долгое время проживала на 4-й Линии В. О. в доме № 26.
В середине 30-х годов за значительный вклад в дело организации охраны материнства и младенчества в Ленинграде, вместе с профессором ЛПМИ П. С. Медовиковым она была премирована квартирой в «Доме специалистов» на Лесном пр., д. 61.

## Книги и брошюры
- Mitchnik-Ephrussi, Z. Über Nekrose der Uterusmyome. Berlin: E. Ebering, 1907. — 26 s.
- Мичник З. О. Руководящие указания к организации просветительного патронажа (попечения) над грудными детьми. Петроград: Государственная типография, 1917. — 17 с.
- Мичник З. О. Охрана материнства и младенчества на Васильевском Острове в цифрах 1915—1925 / 15-й Пункт охраны материнства и младенчества. Отдел здравоохранения Ленинградского губисполкома. Л.: Типография Артиллерийского управления, 1925. — 28 с. с табл.
- Мичник З. О. Отчего происходят болезни у грудных детей и как эти болезни предупредить. Л., 1925.
- Мичник З. О. Берегите детей. М.—Л.: Госмедиздат, 1925, 1929. — 68 с. с илл.
- Мичник З. О., Антонов А. Н. Мать и ребёнок. М.—Л.: Госиздат, 1925, 1928 и 1929. — 313 с.
- Мичник З. О. Письмо в деревню об охране материнства и младенчества. Л., 1926.
- Мичник З. О. Антенатальная охрана младенчества. М.: Охрана материнства и младенчества, 1926. — 12 с. с диагр. (Отт. из «Журнала по изучению раннего детского возраста». — 1926. — № 4).
- Мичник З. О. Как устроить уголок ребёнка в крестьянской избе. Л., 1928.
- Мичник З. О. Летние детские поносы и социальные меры борьбы с ними. Л., 1928.
- Мичник З. О. Берегите детей от летних поносов. Л., 1928, 1930.
- Мичник З. О. Беседы по охране материнства и младенчества в деревне. Л., 1928.
- Мичник З. О. Как предупредить нежелательную беременность. Л., 1929.
- Мичник З. О. Отчего рождаются слабые дети. Л., 1929.
- Мичник З. О. Памятка матерям, уезжающим на отдых в деревню. Л., 1929.
- Мичник З. О. Спутник матери. Л., 1929.
- Мичник З. О., Слуцкий М. Я.. Методические положения и инструкции по работе учреждений охраны материнства и младенчества Ленинграда. / Ленинградский НИИ охраны материнства и младенчества им. К. Цеткин, Кафедра социальной гигиены женщины и ребёнка. М.—Л.: Биомедгиз, 1935. — 94 с.
- Мичник З. О., Антонов А. Н. Мать и дитя. Л.—М.: Биомедгиз, 1937 и 1939. — 340 с.

## Публикации
- Мичник З. О. Охрана младенчества: Доклад Всероссийскому совещанию по призрению детей. 11 августа 1917 года // Охрана материнства и младенчества. — 1917. — Т. 1. № 5. — С. 405—418.
- Мичник З. О. Современные принципы организации консультаций (По данным опыта Ленинграда) // Ленинградский медицинский журнал. — 1925. — № 1. — С.55—63.
- Мичник З. О. Антенатальная охрана младенчества // Журнал по изучению раннего детского возраста. — 1926. — Т. IV. № 3. — С. 255—266.
- Мичник З. О. Об охране малых детей // Ленинградский медицинский журнал. — 1926. — № 8. — С. 76 —78.
- Мичник З. О. Об охране малых детей // Журнал по изучению раннего детского возраста. — 1929. — Т. IX. № 5. — С. 347—354.
- Мичник З. О. Охрана материнства и младенчества и режим экономии // Ленинградский медицинский журнал. — 1927. — № 4. — С. 52—58.
- Мичник З. О. Материнство как фактор заболеваемости и смертности // Вопросы педиатрии, педологии и охраны материнства и детства. — 1929. — Т. I. Вып. 1. — С. 107—119.
- Мичник З. О. Состояние дела вскармливания грудных детей (по материалам консультаций в Ленинграде) и задачи консультаций // Вопросы педиатрии и охраны материнства и детства. — 1940. — Т. 12, вып. 9. — С. 437—449.
- Мичник З. О. Опыт работы Ленинградского института ОММ на предприятиях Ленинграда // Ясли. — 1934. — № 1—2. — С. 30—35.
- Менделева Ю. А., Мичник З. О. Структура и организация охраны материнства и младенчества.

#### Доклады на заседаниях Общества детских врачей
| Охрана больных детей                  | 1925       | Задачи участкового врача в деле борьбы с летними поносами | 23.04.1931 |
| К вопросу о борьбе с летними поносами | 16.11.1932 | О подготовке к летней противопоносной кампании            | 1934       |
| Итоги борьбы с поносами в 1931 г.     | 1933       |                                                           |            |